# Cristóbal Aburto
Cristóbal Alejandro Aburto Tinoco (ur. 2 października 1975 w Morelii) – meksykański judoka. Olimpijczyk z Aten 2004, gdzie odpadł w eliminacjach w kategorii 60 kg. Zdobył brązowy medal na mistrzostwach panamerykańskich w 1996 roku.

## Letnie Igrzyska Olimpijskie 2004
| Konkurencja     | Walki                   | Walki                     | Klas. końcowa |
| Konkurencja     | 1/16                    | 1/8                       | Miejsce       |
| --------------- | ----------------------- | ------------------------- | ------------- |
| waga extralekka | David Fernández (CRC) W | Miguel Albarracín (ARG) P | druga runda   |